# Noviherbaspirillum pedocola
Noviherbaspirillum pedocola es una bacteria gramnegativa del género Noviherbaspirillum. Fue descrita en el año 2021. Su etimología hace referencia a habitante del suelo. Es aerobia e inmóvil. Tiene un tamaño de 1,4-1,6 μm de ancho por 2,5-2,8 μm de largo. Forma colonias circulares, opacas, convexas, de color naranja y con márgenes enteros en agar R2A. Temperatura de crecimiento entre 10-42 °C, óptima de 25-35 °C. Catalasa y oxidasa positivas. Tiene un contenido de G+C de 61,6%. Se ha aislado de suelos experimentales contaminados con aceites en Alemania. 